# Club de Fútbol La Piedad
El Club de Fútbol La Piedad, Reboceros de La Piedad o simplemente La Piedad es un equipo mexicano de fútbol profesional que milita en la Serie A de la Segunda División de México, la Liga Premier. El club fue fundado el 12 de noviembre de 1951. Radica en la ciudad de La Piedad, en el estado de Michoacán, México.

## Historia
En 1951 los dos equipos más fuertes de la liga local, el Independencia y el Libertad se unieron para incursionar en la Segunda División profesional con el nombre de "La Piedad". En su primera temporada en la Segunda División logran el ascenso al sacar un buen resultado de su visita al equipo de San Sebastián de León Guanajuato en la última jornada. El equipo recién creado con solo jugadores locales logró el ascenso en aquel verano de 1952. Desafortunadamente en su inexperiencia decidieron "reforzar" al equipo con jugadores extranjeros que no tenían la calidad para competir en la Primera División. 
Así pues en su primera temporada en el máximo circuito terminaron en último lugar solo 2 puntos debajo del Club América, regresando a ocupar una plaza de Segunda División. Los jugadores que dieron vida al club La Piedad en aquel lejano 1951 fueron: Enrique Aguilar (Portero), Fermín Juárez Rodríguez, Trinidad el "Carpo" Rodríguez, Isidro la "Borracha" Ibarra, Héctor "La Cheta" Ibarra, Ernesto "La Peluda" Ibarra, Ramón "La Pini" Ibarra, Vicente "None" López, David Antonio Larios Colorado, Salvador "Quiche" López, Cosme Vargas, Ramón "Moliano" Vargas, Luis "La Jirafa" Reyes, José "Joselillo" Ramírez, Francisco "La Moca" Montoya; dirigidos por Servando Vargas.
La Piedad fue durante décadas un animador de la división de ascenso hasta que finalmente en el verano de 2001 regresó nuevamente a la Primera División. Reboceros venció 4-1 (4-2 global) a Gallos de Aguascalientes, mismo equipo que había derrotado a los Reboceros en la final del torneo anterior; con ello La Piedad lograr su ascenso al máximo circuito del fútbol mexicano, en la final de Primera División A, en el Estadio Juan Nepomuceno López tras 50 años de ausencia en dicha categoría.
Las anotaciones del partido fueron obra de Martín Peña, a los 29 minutos, del uruguayo Daniel Rossello, a los 32 y 46, y de Christian Patiño, a los 67, por La Piedad, así como Héctor Jiménez, a los 30, por Aguascalientes. El equipo que logró el ascenso en 2001 estaba integrado por: Saúl Sánchez, Alex Madrigal, Roberto Domínguez, Ricardo Cadena, Joaquín Hernández, Oscar Rojas, Carlos Hernández, Andrés Pérez, Luis Francisco García, Martín Peña, Roberto Catres, Sergio Martínez, Daniel Rossello, Cristian Patiño bajo el mando de Carlos Bracamontes.
En solo un año en Primera División La Piedad terminó como líder general, mostrando un juego ofensivo y espectacular de la mano de su estratega Víctor Manuel Vucetich, haciendo del Juan N. López una aduna difícil para el rival, pero la inexperiencia en Primera División le cobro factura, siendo eliminados en cuartos de final por el Club América por marcador global 5-2. Al final de dicho torneo se anunció la venta y mudanza del equipo a Querétaro y tras varios torneo, la franquicia que ascendiera con Reboceros, fue desafilada por la Federación Mexicana de Fútbol, por supuestos malos manejos de la directiva queretana por lo que dicha franquicia nunca descendió.
Al año siguiente se anunció la llegada a La Piedad de una nueva franquicia de Primera "A" procedente de Tampico Madero, la que la afición rebocera en un principio no aceptó, tras el trago amargo y sentimiento de molestia por la venta del equipo a Querétaro, pero tras los buenos resultados la afición nuevamente respondió, lo que catapultaría al equipo, logrando el Liderato General en su primera temporada, dirigidos por Marco Antonio Figueroa "El Fantasma Figueroa" que los llevó a disputar la final de liga, ante un añejo rival Club Irapuato y tras empate a 0-0 en los partidos de ida y vuelta, se decidió el campeonato desde los once pasos, proclamándose campeón la Trinca Fresera de Irapuato, en tierras michoacanas.
Para el 2005 una sucursal del Club Deportivo Guadalajara, que llevara por mote Chivas La Piedad ocupó la plaza Rebocera; pero luego de tan solo un año el equipo fue llevado a Tepic, Nayarit tras no haber logrado arraigo e identidad el equipo con los aficionados piedadences y fue reemplazado por uno de Segunda División.
Posteriormente desapareció el equipo de Segunda División en el Clausura 2006 tras los malos resultados. Tres años después con fecha 12 de junio de 2009 se llegó a un acuerdo con el club Petroleros de Salamanca para que esta franquicia pasara a jugar a La Piedad con el mote de Reboceros y con ello resurgiendo el equipo piedadence, dicho traspaso se dio debido a que el estadio de Salamanca no cumplía con los requisitos de la Federación Mexicana de Fútbol. Para el año 2011 equipo fue vendido al empresario y político veracruzano  Fidel Kuri Grajales  quien ya había figurado en la liga de ascenso con Albinegros de Orizaba, equipo que mantenía en comodato con el Gobierno de Veracruz y que tras haberle sido requerida la franquicia de Albinegros, para convertirla en Tiburones de Veracruz, tras la salida del equipo del puerto a San Luis es que decide adquirir a Reboceros de La Piedad.
En el apertura 2012, Reboceros de La Piedad se erigió como campeón en la antesala de la primera división mexicana al derrotar por marcador global 3-2 a  Dorados de Sinaloa, lo que le permitió disputar la final de ascenso ante Toros Neza. En el primer partido disputado en el Juan N López de La Piedad Michoacán la victoria fue para los visitantes por marcador de 1-0. En la vuelta los Reboceros obtuvieron la victoria 0-1; partido que fue celebrado en el Neza 86, así que decisión final por el ascenso tuvo que llevarse hasta la serie de pénaltis donde Reboceros con marca perfecta derrotaron a Neza por marcador de 6-4 convirtiéndose así en el equipo 18 de la primera división para el apertura 2013.
El equipo Reboceros de la Piedad, campeón de ascenso aquel 18 de mayo de 2013 estaba integrado por Mario Rodríguez, Carlos Cárdenas, Braulio Godínez, Juan Carlos Gómez, Emanuel Gil, Emanuel García, Jesús Armando Sánchez, Luis Antonio Martínez, Oscar Rojas, Fernando Santana, Fernando González, Hugo Cid, Rafael Murguía, Jesús Padilla, Juan Manuel Cavallo, Obed Rincón, Jesús Palacios, Rene Moreno, Salvador Tafolla, Emanuel Sánchez, Sergio Soto, Jorge Aparicio, Jaime Cano, Leonín Pineda, Rubén García y Juventino Morales y era dirigido por la dupla formada por Cristóbal Ortega y Juan Antonio Luna.

### Cambio de sede
En la junta de dueños de la Liga MX celebrada el 20 de mayo de 2013, se informa que al hacerse oficial la compra y desaparición de Jaguares de Chiapas para trasladarse a Querétaro y volver a tener Primera División en dicha ciudad, los equipos de San Luis FC y el recién ascendido Reboceros de La Piedad pidieron cambiar de sede para la próxima temporada; en el caso de La Piedad al no cumplir con la capacidad mínima para jugar en la Liga MX en el Estadio Juan Nepomuceno López todo parecía indicar que se iría a jugar a Veracruz o Irapuato, así daría la oportunidad de que Tiburones Rojos de Veracruz o al Club Deportivo Irapuato para que regresen a la máxima categoría para jugarla la próxima temporada. Pese a esta decisión el gobierno de Michoacán hizo un anuncio en el cual avisó que destinaría 6 millones de pesos al club para remodelaciones y evitar su venta sin embargo esto no fue suficiente.
El 28 de mayo de 2013 se oficializó el cambio (debido a la falta de infraestructura de la ciudad y el estadio del equipo) de sede de La Piedad a Veracruz, dando paso al regreso al máximo circuito a los Tiburones Rojos de Veracruz y con esto se confirmó la desaparición del club.

### Reaparición en Liga Premier (Segunda División)
El club aún contaba con una franquicia en la Liga de Nuevos Talentos de la Segunda División de México, que pasaría a ser el equipo principal. 

### Asociación con los Hermanos Davino
El 16 de junio de 2016 se confirma que el equipo participaría en la Liga Premier de Ascenso para el torneo Apertura 2016. El acuerdo se dio en una reunión privada donde según información del encargado de prensa del equipo, sólo estuvieron presentes Flavio Davino, una representación de las autoridades municipales de La Piedad, los directivos del club y el presidente del patronato del estadio, Ernesto López Reyes. Esta negociación se dio con el fin de que el cuadro piedadense tuviera la oportunidad de pelear el ascenso al Ascenso MX.

### Era José Trinidad Melgoza Gómez (Trino Melgoza)
A principios del Torneo Apertura 2017 la aparición de un nuevo socio fue vital, ya que después de solo un año los Davino decidieron hacerse a un lado y el que se comprometió al apoyo de la causa rebocera fue José Trinidad Melgoza un empresario local oriundo de Zaragoza, una pequeña comunidad de la ciudad, con el apoyo de algunos empresarios locales. En un primer acuerdo sería que el patronato tendría el 50% del equipo y el otro 50% " Trino Melgoza ".Ya iniciado Torneo Clausura 2018 hubo algunos conflictos entre ambas partes por no cumplir con las responsabilidades por parte del Patronato de su porcentaje del equipo, hecho que se dio a la luz en una conferencia de prensa. Días después se informó mediante un comunicado de prensa del club que José Trinidad Melgoza Gómez operaría el 100% del club.
Semanas más tarde en conferencia de prensa el patronato informa que el club será operado por otros inversionistas donde en ese proyecto vienen integrados los hermanos Ramón Morales y Carlos Adrián Morales (oriundos de La Piedad), hecho que le molestó bastante a la afición del club porque el proyecto de "Trino" se vislumbraba muy ambicioso y bien cimentado con la incursión de fuerzas básicas. El patronato argumentó que el cambio de proyecto se daba porque en este si se le iba a dar oportunidad a los jóvenes de la ciudad y de la región dejando entredicho que en el proyecto de Trinidad Melgoza no se dio.
Al día siguiente el Licenciado José Trinidad Melgoza Gómez llama a conferencia de prensa, donde informa que efectivamente el patronato ya tiene apalabrado otro proyecto, el empresario explicó que el patronato nunca se prestó para el cambio de propietario de Reboceros, ponían obstáculos, alargando el proceso de venta del club. El equipo ya venía entrenando cinco semanas con los refuerzos para la temporada 2018-2019, los jugadores ante el hecho de que venía otro proyecto se quedarían sin club, pero debido al compromiso que tenía "Trino" con los futbolistas les halló acomodo en el club Real Zamora de la vecina ciudad. Se llegaron a buenos términos con la gente de la ciudad "chonguera" y el proyecto que se tenía con el equipo y fuerzas básicas se fusionó con los intereses de ese club.
Luego de cinco meses de crisis en el club donde inversionistas se iban, jugadores con problemas extra cancha, falta de pago a cuerpo técnico, plantilla y directiva (hermanos Morales), el patronato no tenía solvencia económica para mantener a un equipo de Liga Premier, entonces el alcalde municipal Alejandro Espinoza intervino en la búsqueda de nuevos inversionistas y el 1 de diciembre de 2018 en reunión de cabildo se informa, a través de redes sociales; que nuevamente el Lic. José Trinidad Melgoza tomaría cargo del club de su oriunda ciudad, siendo este la mejor opción para llevar las riendas de esta institución según lo expresado por el presidente municipal. Ya con actas firmadas por todos los socios del patronato el 12 de agosto de 2019 se da a conocer de manera oficial que el patronato se hace a un lado dejando como único dueño al Lic. Trinidad Melgoza.

### Etapa Promotora Deportiva Valladolid
En julio de 2020 se anunció que José Trinidad Melgoza vendió la franquicia a la Promotora Deportiva Valladolid, encabezada por Heriberto Morales y José Alfredo Pérez Ferrer. Se nombró a Pérez Ferrer como presidente; Claudio Da Silva como vicepresidente y a Marco Antonio Rincón Negrete como nuevo director deportivo de la institución.
El nuevo proyecto de La Piedad se fusionó con el que buscaba llevar un equipo profesional a Morelia tras la salida de los Monarcas a Mazatlán, debido a que en la capital del estado se eligió el plan deportivo que regresó al Atlético Morelia, los interesados buscaron otro club michoacano en el cual integrarse, por este motivo este proyecto de los Reboceros contaba con la asesoría deportiva de personas relevantes en la historia del fútbol moreliano como Carlos Bustos y Marco Antonio Figueroa.
Por otro lado, Melgoza continuó ligado al club de manera externa, debido a que el equipo de fuerzas básicas que militaba en Liga TDP, conocido como Reboceritos, se mantuvo bajo su administración, aunque cambiando de nombre y sede al cercano municipio de Degollado, Jalisco donde fue nombrado como Degollado Fútbol Club pero mantuvo la condición de equipo afiliado de La Piedad. A finales de 2021, Melgoza vendió esta franquicia a empresarios de la ciudad de Huetamo, Michoacán, quienes crearon su propio equipo en esa localidad, sin embargo, como parte del acuerdo de venta se mantuvo la afiliación del nuevo club con La Piedad.

### Etapa Martín Gonzáles
En mayo de 2022 Martín Eduardo Gonzáles Morales se convirtió en el nuevo socio principal y presidente del equipo.La nueva directiva del equipo se enfocó en saldar las deudas contraídas por la administración anterior y en buscar estabilidad financiera, además de una mayor conexión con la población de La Piedad.En el primer torneo de la nueva administración los Reboceros lograron clasificarse a la liguilla, aunque fueron eliminados en los cuartos de final por el club Cafetaleros de Chiapas.

## Estadísticas en Primera División
- Juegos Jugados:58
- Juegos Ganados:22
- Juegos Empatados:10
- Juegos Perdidos:26
- Goles A Favor:81
- Goles En Contra:99
- +/- de Goles:-18
- Mayor Goleada Recibida:Irapuato 6 - La Piedad 1
- Mayor Goleada Encajada 1ra División - Cruz Azul 1  - La Piedad 5
- Mayor Goleada Encajada - Reboceros de la Piedad 7  - Saltillo Fútbol Club 0

## Uniforme
- Local: Camiseta, pantalón y medias azules con detalles amarillos.
- Alterna Camiseta, pantalón y medias amarillas con detalles azules.
- Marca SILVER SPORT WEAR www.silversport.com.mx (2019).

| Primer Uniforme | Segundo Uniforme |

### Uniformes anteriores
- 2021-2022

| Primer Uniforme | Segundo Uniforme |

- 2020-2021

| Primer Uniforme | Segundo Uniforme |

- 2019-2020

| Primer Uniforme | Segundo Uniforme |

- 2017-2018

| Primer Uniforme | Segundo Uniforme | Tercer Uniforme |

## Datos históricos
| Dato                                                        | Dato                                                                       |
| ----------------------------------------------------------- | -------------------------------------------------------------------------- |
| Primer Campo de Juego                                       | Campo Santa Ana Pacueco Gto (1951)                                         |
| Inicio de la Liga                                           | 23 de septiembre de 1951                                                   |
| Número de Equipos                                           | 10                                                                         |
| Fecha de Ascenso                                            | 27 de enero de 1952                                                        |
| Equipos Rivales                                             | Real Zamora, León FC, Atlético Morelia, Celaya FC, Club Deportivo Irapuato |
| Estadio del Campeonato:                                     | La Martinica                                                               |
| Primer Estadio                                              | Primer Juan N López (1952)                                                 |
| Descenso a Segunda División B                               | 1983–84                                                                    |
| Campeonato y Ascenso a Segunda División A                   | 1984–85                                                                    |
| Descenso a Segunda División B                               | 1992–93                                                                    |
| Campeonato y Ascenso Segunda División A                     | 1993–94                                                                    |
| Invitado de Honor a Primera División A                      | 1994                                                                       |
| Inauguración del Nuevo Estadio                              | 28 de agosto de 1994                                                       |
| Primer Anotador en Nuevo Estadio                            | Víctor J. Velasco Suárez                                                   |
| Campeonato de Torneo Verano 2001                            | 27 de mayo de 2001                                                         |
| Campeón de Ascenso 2001                                     | 3 de junio de 2001                                                         |
| Campeonato de Torneo Apertura 2012                          | 1 de diciembre de 2012                                                     |
| Campeón de Ascenso 2013                                     | 18 de mayo de 2013                                                         |
| Venta de franquicia a Veracruz                              | 20 de mayo de 2013                                                         |
| Incursión en Liga de Nuevos Talentos de la Segunda División | 25 de junio de 2013                                                        |
| Incursión en Liga Premier de la Segunda División            | 16 de junio de 2016                                                        |
| Toma de posesión del equipo por Trinidad Melgoza            | 12 de agosto de 2019                                                       |

## Estadio
El Estadio Juan N. López se ubica al oeste de la ciudad, en la Avenida Tecnológico, y cuenta con capacidad para 13,356 espectadores. Recinto deportivo que alberga a los Reboceros de La Piedad y en el que se han disputado en total de 8 finales, entre ellas 5 finales de Ascenso MX (Gallos de Aguascalientes, Toros Neza, Irapuato, Correcaminos de la UAT y Dorados de Sinaloa) y 2 finales por el ascenso a primera división (Gallos de Aguascalientes y Toros Neza) y 1 final de Liga Premier FMF (Loros de Colima).

## Jugadores

### Goleadores
| Jugador            | Competición                    | Goles |
| ------------------ | ------------------------------ | ----- |
| Christian Patiño   | Ascenso MX                     | 36    |
| Humberto Guzmán    | Serie A de México              | 28    |
| Rafael Murguía     | Ascenso MX                     | 26    |
| Claudio Da Silva   | Liga MX                        | 21    |
| Roberto Nurse      | Ascenso MX                     | 18    |
| Óscar Rojas        | Liga MX / Ascenso MX / Copa MX | 17    |
| Luis Miguel Franco | Serie A de México              | 15    |
| Juan Cavallo       | Ascenso MX / Copa MX           | 13    |
| Diego González     | Serie A de México              | 9     |
| Freddy Góndola     | Serie A de México              | 9     |
| Rafael Medina      | Liga MX                        | 8     |
| Bosco Frontán      | Ascenso MX                     | 8     |
| Pedro Pineda       | Liga MX                        | 6     |
| Rolando Fonseca    | Liga MX                        | 5     |
| Almir de Souza     | Liga MX                        | 5     |

### Jugadores destacados
- Mario Rodríguez
- Leonin Pineda
- Carlos Briones Guerrero
- Rafael Medina
- Jaime Ordiales
- Ricardo Cadena
- Emmanuel "Mani" García
- Hugo Cid
- Braulio "Furcio" Godínez
- Luis Antonio "Toño" Martínez
- Jesús "Jesse" Palacios
- Fernando Santana
- Ramón Morales
- Carlos Adrián Morales
- Christian Patiño
- Sinecio González
- Catarino Tafoya
- Luis Ángel "Quick" Mendoza
- Francisco "Kikín" Fonseca
- Roberto Nurse
- Carlos González
- Claudinho
- Óscar Rojas
- Juan Manuel Cavallo
- Rolando Fonseca
- Tiba
- Iván Hurtado
- Mauro Gerk
- Bosco Frontán
- Eduardo "Edu" Dos Santos
- Norberto Scoponi
- Roberto Cartes
- François Endene
- Pánfilo Escobar

### Partidos amistosos internacionales
- Montreal Impact
- Barcelona Sporting Club
- Deportivo Saprissa
- Selección de fútbol sub-20 de México
- Club Sport Herediano
- Salamanca CF UDS
- Comunicaciones Fútbol Club

## Palmarés

### Torneos oficiales
| Competición Nacional               | Títulos                     | Subcampeonatos                               |
| ---------------------------------- | --------------------------- | -------------------------------------------- |
| Ascenso MX (2/3)                   | Verano 2001, Apertura 2012. | Invierno 2000, Apertura 2002, Apertura 2011. |
| Campeón de Ascenso (2/0)           | 2000-2001, 2012-2013.       |                                              |
| Segunda División de México (1/2)   | 1951-1952.                  | 1955-56, Clausura 2018                       |
| Segunda División 'B' de México (1) | 1984-1985.                  |                                              |

## Temporadas
| Temporada         | División          | Posición                 | Notas               |
| ----------------- | ----------------- | ------------------------ | ------------------- |
| Apertura 2009     | 2.Ascenso MX      | 14°.                     |                     |
| Bicentenario 2010 | 2.Ascenso MX      | 5°. (Semifinal)          |                     |
| Apertura 2010     | 2.Ascenso MX      | 15°.                     |                     |
| Clausura 2011     | 2.Ascenso MX      | 14°.                     |                     |
| Apertura 2011     | 2.Ascenso MX      | 1°. (Final)              |                     |
| Clausura 2012     | 2.Ascenso MX      | 8°.                      |                     |
| Apertura 2012     | 2.Ascenso MX      | 6°. (Campeón)            |                     |
| Clausura 2013     | 2.Ascenso MX      | 13°. (Ascenso)           | Traslado a Veracruz |
| Apertura 2013     | 4.Segunda Serie B | 10°. Grupo II            | Equipo "B"          |
| Clausura 2014     | 4.Segunda Serie B | 9°. Grupo II             |                     |
| Apertura 2014     | 4.Segunda Serie B | 12°. Grupo II            |                     |
| Clausura 2015     | 4.Segunda Serie B | 3°. Grupo II (Cuartos)   |                     |
| Apertura 2015     | 4.Segunda Serie B | 9°. Grupo I              |                     |
| Clausura 2016     | 4.Segunda Serie B | 8°. Grupo I (Cuartos)    |                     |
| Apertura 2016     | 3.Segunda Serie A | 12°. Grupo II            |                     |
| Clausura 2017     | 3.Segunda Serie A | 2°. Grupo II (Semifinal) |                     |
| Apertura 2017     | 3.Segunda Serie A | 1°. Grupo II (Semifinal) |                     |
| Clausura 2018     | 3.Segunda Serie A | 2°. Grupo II (Final)     |                     |
| 2018/2019         | 3.Segunda Serie A | 9°. Grupo II             |                     |
| 2019/2020         | 3.Segunda Serie A | 9°. Grupo II             |                     |
| 2020/2021         | 3.Segunda Serie A | 2°. Grupo I (Cuartos)    |                     |
| Apertura 2021     | 3.Segunda Serie A | 3°. Grupo II             |                     |
| Clausura 2022     | 3.Segunda Serie A | 8°. Grupo II             |                     |
| Apertura 2022     | 3.Segunda Serie A | 2°. Grupo II (Cuartos)   |                     |
| Clausura 2023     | 3.Segunda Serie A | 6°. Grupo II             |                     |
| 2023/2024         | 3.Segunda Serie A | 11°. Grupo II            |                     |
| Apertura 2024     | 3.Segunda Serie A | 5°. Grupo II             |                     |
| Clausura 2025     | 3.Segunda Serie A | 4°. Grupo II             |                     |

## Rivalidades
Los Reboceros de La Piedad, desde su primer año de creación (1951), tienen una gran rivalidad con el Club León, todo esto gracias al encuentro entre ambas escuadras que definiría el ascenso a Primera División, en el cual salió victorioso el equipo de La Piedad.
También otras rivalidades muy importantes para el equipo Reboceros son ante el Atlético Morelia y el Real Zamora, debido a la cercanía de las ciudades en las que se encuentras y por pertenecer a la misma entidad federativa. Aunque últimamente debido a no pertenecer a la misma liga entre el Atlético Morelia y Reboceros de La Piedad, los aficionados han optado por apoyar a ambos equipos, haciendo de esta rivalidad una "rivalidad amistosa".
Además, el CF Reboceros de La Piedad, presenta una fuerte rivalidad con el Celaya Fútbol Club y el Club Deportivo Irapuato por ser ciudades aledañas entre sí y también por compartir rivalidades de importancia.
En la temporada que Reboceros de La Piedad compitió en la Primera División de México, se tomó como rivalidad al equipo Club Deportivo Guadalajara y al Club América por su alto índice de apoyo dentro de la ciudad.

## Filial
La Piedad "B"
| Temporada | División           | Posición        |
| --------- | ------------------ | --------------- |
| 2017/2018 | 5.Tercera División | 8°. Grupo VIII  |
| 2018/2019 | 5.Tercera División | 11°. Grupo VIII |
| 2019/2020 | 5.Tercera División | 6o. Grupo VIII  |